# Ramon Serra Isern
Ramon Serra Isern (Palma, 1942-Palma, 2007) va ser un religiós mallorquí. Des de ben jove va demostrar una actitud social compromesa. Dels seus inicis destaca el treball per a la integració i suport amb persones d'ètnia gitana. Més endavant va orientar la seva tasca al món del lleure d'infants i joves, així és que va fundar l'Escola de l'Esplai en el curs acadèmic de 1974-1975. Va ser el director des dels inicis fins que la seva salut li va permetre. Des del 2005 l'escola s'anomena en honor seu Institut de Formació Ramon Serra-Escola de l'esplai (IFRS-EE).
D'ençà de la fundació, ha impulsat la constitució de diverses entitats de foment de l'associacionisme juvenil, en les quals s'han format més de 10.000 persones al llarg d'aquests anys. El 1978 va néixer l'associació Grups d'Esplai de Mallorca (GDEM) que agrupa més de 40 centres d'esplai i està formada per uns 600 joves monitors i més de 4000 infants. El 1994, va crear la Fundació Esplai de les Illes, de la qual ha estat vicepresident. El 2005 deixà els càrrecs per raons de salut i, a petició seva, Bartomeu Barceló Rosselló va ser designat pel bisbe de Mallorca, Jesús Murgui, com a continuador de la seva tasca. El 2005 va rebre el Premi Ramon Llull per la seva trajectòria personal i el 2011, el GDEM, una de les associacions que va fundar ha rebut el premi Onda Cero per la tasca a l'àmbit de l'associacionisme juvenil.